# Siena
Siena (latinsko: Sena Iulia) je mesto v italijanski deželi Toskani. Je glavno mesto pokrajine Siena. V mestu živi manj kot 55.000 prebivalcev.
Unesco je zgodovinsko središče Siene uvrstil na seznam svetovne dediščine. Je ena najbolj obiskanih turističnih znamenitosti v državi, saj je leta 2008 prispelo več kot 163.000 mednarodnih prihodov. Siena je znana po svoji kulinariki, umetnosti, muzejih, srednjeveški mestni krajini in konjski dirki Palio, ki poteka dvakrat letno.
V Sieni je sedež Banca Monte dei Paschi di Siena, najstarejše še obstoječe banke na svetu, ki je tudi tretja največja banka v Italiji.
Univerza v Sieni, ustanovljena leta 1240, je ena najstarejših univerz v Italiji, zdaj pa jo obiskuje približno 20.000 študentov. Sveta Katarina Sienska prihaja iz Siene.

## Zgodovina
Tako kot druga toskanska hribovska mesta je bila Siena prvič naseljena v času Etruščanov (ok. 900–400 pr. n. št.), ko je v njej živelo pleme Saina. Etruščani so bili pleme naprednih ljudi, ki so spremenili videz osrednje Italije z namakanjem, da bi si povrnili prej neobdelano zemljo in z navado gradnje naselij v dobro branjenih gradiščih. V času cesarja Avgusta je bilo na tem mestu ustanovljeno rimsko mesto Saena Julia. Nekateri arheologi trdijo, da je Sieno nekoč nadzorovalo galsko pleme, imenovano Senoni.
Po lokalni legendi sta Sieno ustanovila Senij in Ashij, dva Remova sinova in s tem Romulova nečaka, po katerih je bil poimenovan tudi Rim. Menda po očetovem umoru s strani Romula sta pobegnili iz Rima in s seboj odnesla kip volkulje, ki doji dojenčka (Kapitolska volkulja) in si tako prisvojila ta simbol za mesto. Poleg tega sta jahala belega in črnega konja, kar je povzročilo Balzana ali grb Siene z belim trakom na vrhu temnega pasu. Nekateri trdijo, da ime Siena izvira od Senija. Druge etimologije izhajajo iz imena iz etruščanskega priimka Saina, rimskega priimka Saenii ali latinske besede senex – 'star' ali njegove izpeljane oblike seneo 'biti star'.
Siena pod rimsko oblastjo ni uspevala. Ni bila nameščena v bližini nobene večje ceste in ni imela priložnosti za trgovino. Njen otoški status je pomenil, da je krščanstvo prodrlo šele v 4. stoletju našega štetja in šele, ko so Langobardi napadli Sieno in okoliško ozemlje, je začela uspevati. Rimski cesti Via Aurelia in Via Cassia sta potekali skozi območja, izpostavljeni bizantinskim napadom, zato so Langobardi preusmerili večji del trgovine med langobardskimi severnimi posestvi in Rimom po bolj varni cesti skozi Sieno. Siena je napredovala kot trgovska postaja in zaradi stalnih tokov romarjev, ki so prihajali v Rim in iz njega, so bili dragocen vir dohodka v prihodnjih stoletjih.
Najstarejše plemiške družine v Sieni datirajo svojo linijo do predaje Langobardov leta 774 Karlu Velikemu. V tem trenutku je mesto preplavil roj frankovskih nadzornikov, ki so se poročili z obstoječim sienskim plemstvom in pustili zapuščino, ki jo lahko vidimo v opatijah, ki so jih ustanovili po vsem sienskem ozemlju. Fevdalna oblast je vendarle upadla in s smrtjo grofice Matilde leta 1115 je obmejno ozemlje Toskanska marka, ki je bilo pod nadzorom njene družine Canossa, razpadlo na več avtonomnih regij. To je na koncu privedlo do ustanovitve Republike Siene.
Leta 1125 je bila Siena že svobodna komuna, a zapletena v tekmovalno nasprotje s Firencami, kar je zaznamovalo njeno srednjeveško zgodovino. Spor med gibelinsko ligo Arezzo - Siena - Pistoia - Lucca - Pisa ter Firencami se je zaključil s porazom Firenc v bitki pri kraju Montaperti leta 1260. Tedaj je Siena je zaradi svojega bogastva sodila med vodilna evropska mesta.
Republika Siena je obstajala več kot štiristo let, od 12. stoletja do leta 1555. Leta 1348 je Sieno prizadel udarec, od katerega si ni nikoli več povsem opomogla. Epidemija kuge je pomorila tri četrtine mestnega prebivalstva. V zlati dobi Siene pred črno smrtjo leta 1348 je v mestu živelo 50.000 ljudi.
V italijanski vojni 1551–59 je republiko v zavezništvu s špansko krono premagalo konkurenčno  Firenško vojvodino. Po 18 mesecih odpora se je Siena 17. aprila 1555 predala Španiji, kar je pomenilo konec republike.
Novi španski kralj Filip II. je zaradi ogromnih zneskov Medičejcem odstopil (razen vrsti obalnih trdnjav priloženih Stato dei Presidi) Velikemu vojvodstvu Toskana, ki mu je pripadal do združitve Italije v 19. stoletju. stoletja. Republikanska vlada 700 sienskih družin v Montalcinu se je upirala do leta 1559.
Na političnem področju se je Siena v zgodovini spopadala z vrsto papeških, cesarskih in avtokratskih vladarjev.

## Geografija
Siena se nahaja v osrednjem delu Toskane, sredi hribovite pokrajine med dolino reke Arbia (jug), dolino Merse (jugozahod), dolino Elsa (sever) in hribi Chianti (severovzhod ), Montagnola Senese (zahod) in Kreta Senesi (jugovzhod). Mesto leži na 322 m nadmorske višine.
Siena ima tipično celinsko sredozemsko podnebje. Povprečna količina padavin je 750 mm, največja je novembra, najmanjša pa julija. Julij je najbolj vroč mesec s povprečno temperaturo 22,2 ° C, januar pa najhladnejši.

## Kulturno-zgodovinska dediščina
- Sienska stolnica
- Notranjost Sienske stolnice.
- Fasada Palazzo Pubblico (mestne hiše) v času Palia.
- Piazza Salimbeni.
- Ulice stare Siene.
- Bazilika sv. Dominika.
- Pogled na Campanile del Mangia.

Sienska stolnica (Duomo), ki so jo začeli graditi v 12. stoletju, je mojstrovina italijanske romansko-gotske arhitekture. Njena glavna fasada je bila dokončana leta 1380 z ladjo, usmerjeno severovzhod – jugozahod. Predlagana razširitev vzhodnega transepta bi cerkev spremenila v ambiciozno masivno baziliko, največjo takrat na svetu, z ladjo vzhod-zahod. Vendar je pomanjkanje sredstev, deloma zaradi vojne in črne smrti, okrnilo projekt. Ostali sta dve steni tega razširjenega vzhodnega transepta; skozi notranje stopnišče se lahko obiskovalci povzpnejo na čudovit razgled na mesto.
Prižnica Sienske stolnice je osmerokotna mojstrovina iz 13. stoletja, ki jo je izklesal Nicola Pisano z levjimi podstavki in biblijskimi reliefnimi ploščami. Vgrajena marmorna mozaična tla stolnice, ki so ga oblikovali in izdelali številni umetniki, je med najbolj dodelanimi v Italiji. Zakristija in knjižnica Piccolomini imata dobro ohranjene renesančne freske Ghirlandaia in Pinturicchia. Drugi kiparji, ki so bili dejavni v cerkvi in v podzemni krstilnici, so bili Donatello, Lorenzo Ghiberti, Jacopo della Quercia in drugi. 
Museo dell'Opera del Duomo vsebuje Ducciovo znamenito Maestà (1308–11) in različna druga dela sienskih mojstrov. Več sienskih slik najdemo v Pinakoteki, npr. dela Dietisalvi di Speme iz 13. stoletja.
Piazza del Campo, mestni trg v obliki školjke, se razprostira pred Palazzo Pubblico (mestno hišo) s svojim visokim Torre del Mangia. To je prostor konjskih dirk Palio. Palazzo Pubblico, ki je odlično arhitekturno delo, hrani še en pomemben umetniški muzej. V njem so freske Ambrogia Lorenzettija, ki prikazujejo Alegorijo in učinke dobre in slabe vlade, pa tudi nekatere najboljše freske Simone Martinija in Pietra Lorenzettija, kot so tudi ostanki njegove risbe svetovnega zemljevida v sobi z zemljevidi (Sala del Mappamondo). 102 metra visok stolp palače (Torre del Mangia) je bil zgrajen med letoma 1325 in 1344, njegov vrh je zasnoval Lippo Memmi. Odprt je za javnost, z njegovega vrha ponuja zelo dober pogled na mesto in okolico.
Palazzo Salimbeni, ki se nahaja na istoimenskem trgu, je bil prvotni sedež in je še vedno v posesti Monte dei Paschi di Siena, ene najstarejših bank v Evropi, ki neprekinjeno obstaja.
V znameniti gotski palači Chigi-Saracini na ulici Via di Città je Accademia Musicale Chigiana, glasbeni konservatorij v Sieni.
Palazzo Tolomei na ulici Banchi di Sopra je bila zgrajena okoli leta 1205 in je najstarejša mestna palača v Sieni. Kasneje je bila podaljšana in obnovljena. Danes je tu sedež Cassa di Risparmio di Firenze.
Canale del Granduca je podzemni sistem predorov za odtok Pian del Lago, ki je v občini Monteriggioni. Poimenovan je po Pietru Leopoldu, takratnem velikem vojvodi Toskane. Dolžina je 2173 m (po drugih podatkih 2255,80 m), povprečna višina 2,42 m in povprečna širina 1,84 m. Razlika v višini med vhodnim in izhodnim območjem je 3,125 m, nagib 1,4 %.
Bottini di Siena so srednjeveški sistem kanalov in podzemni vodovod za oskrbo z vodo mesta Siena s skupno dolžino 25 km. Sistem je bil glavna oskrba Siene do 1910-ih in še danes oskrbuje z vodo sienske vodnjake.
Druge cerkve v mestu so:
- Basilica dell'Osservanza
- Santa Maria dei Servi
- Bazilika sv. Dominika
- San Francesco
- Santo Spirito
- San Martino
- Svetišče Santa Caterina, ki vključuje staro hišo sv. Katarine Sienske. V njem je čudežno razpelo (konec 12. stoletja), iz katerega je svetnica prejela stigme in kip svete Katarine iz 15. stoletja

Tudi zgodovinska sinagoga v Sieni je ohranjena in odprta za obiskovalce.
Med mestnimi vrtovi je tudi botanični vrt Orto Botanico dell'Università di Siena, ki ga vzdržuje univerza v Sieni.
V Medičejski trdnjavi sta Enoteca Italiana in Siena Jazz School s tečaji in koncerti skozi vse leto ter festival v času mednarodnega mojstrskega tečaja na Siena Jazz.
V okolici so številne patricijske vile, od katerih jih nekatere pripisujejo Baldassarreju Peruzziju.
- Vila Chigi
- Grad Belcaro
- Vila Celsa
- Vila Cetinale
- Vila Volte Alte

V Sieni je tudi sedež nogometnega kluba A.C. Siena, ki nastopa v Serie A.

## Kultura

### Contrade
Siena ohranja kulturo, osredotočeno na ostanke iz srednjeveškega obdobja. Vsako četrt (kontrada) predstavlja žival ali maskota in ima svojo mejo in različno identiteto. Rivalstvo četrti je najbolj razširjeno med letno konjsko dirko Palio na trgu Piazza del Campo. [9] Obstaja 17 takih četrti: Aquila, Bruco, Chiocciola, Civetta, Drago, Giraffa, Istrice, Leocorno, Lupa, Nicchio, Oca, Onda, Pantera, Selva, Tartuca, Torre, Valdimontone.

### Palio
Palio v Sieni je tradicionalna srednjeveška konjska dirka, ki poteka okoli Piazze del Campo dvakrat letno, 2. julija in 16. avgusta. Prireditve se udeleži množica gledalcev in navijačev in se prenaša po televiziji. 10 naključno izbranih iz skupine 17. contrad (mestnih četrti, ki so bile prvotno oblikovane kot bataljoni za obrambo mesta) se poteguje za trofejo: poslikan prapor ali Palio s podobo Blažene Device Marije.

### Umetnost
Skozi stoletja ima Siena bogato umetniško tradicijo, v njej so delovali številni umetniki. Na seznamu umetnikov sienske šole so Duccio in njegova učenca Simone Martini, Pietro Lorenzetti in Martino di Bartolomeo. Številna dobro znana dela renesančne in visokorenesančne umetnosti še vedno ostajajo v galerijah ali cerkvah v Sieni.
Cerkev sv. Dominika vsebuje dela Guida da Siene iz sredine 13. stoletja. Ducciova Maestà, ki ga je leta 1308 naročilo mesto Siena, je bila ključnega pomena pri odvajanju italijanskega slikarstva od hierarhičnih predstav bizantinske umetnosti in usmerjanju k bolj neposrednim predstavitvam resničnosti. In njegov poliptih Madona in otrok s svetniki, poslikan med letoma 1311 in 1318, ostaja na mestni Pinacoteca Nazionale.
Pinacoteca Nazionale di Siena je umetniška galerija v Sieni in vsebuje pomembna dela iz 14., 15. in 16. stoletja ter mednarodne mojstrovine v zbirki Spannocchi. Hrani tudi več del Domenica Beccafumija ter umetniška dela Lorenza Lotta, Domenica di Bartola in Fra Bartolomea.

## Gospodarstvo
Glavne dejavnosti so turizem, storitve, kmetijstvo, obrt in lahka industrija.
Kmetijstvo predstavlja glavno panogo Siene. Od leta 2009 kmetijsko delovno silo v Sieni zaposluje 919 podjetij s skupno površino 10.755 kvadratnih kilometrov, za uporabno kmetijsko površino 6.954 kvadratnih kilometrov ali približno 1/30 celotne občinske površine (podatki ISTAT za popis kmetijstva 2000).
Industrijski sektor sienskega gospodarstva ni zelo razvit. Vendar pa so območje v zadnjem času zaznamovala pomembna proizvodna podjetja.
Slaščičarstvo je zaradi številnih lokalnih posebnosti eden najpomembnejših tradicionalnih sektorjev sekundarne industrije. Med najbolj znanimi so Panforte, predhodnik sodobne sadne torte, piškoti Ricciarelli, narejeni iz mandljeve paste in znani medenjaki ter ingverjev kruh. Znan je tudi Noto, sladica iz medu, mandljev in popra. Območje, znano po pripravi teh dobrot, sega med Toskano in Umbrijo. Drugi sezonski specialiteti sta kostanj in pan de 'Santi (ali Pan co' Santi), ki se tradicionalno pripravljata v tednih pred praznikom svetnikov, 1. novembrom. Vse prodajajo tako industrijske kot obrtne pekarne v različnih mestih.
Na območju se je povečala tudi biotehnologija. Centenary Institute Sieroterapico Achille Sclavo je bil nekoč v švicarski lasti in je deloval pod imenom Novartis Vaccines. Novartis je razvil in izdeloval cepiva in zaposloval približno tisoč ljudi. Leta 2015 je raziskovalna tovarna v Sieni postala del podjetja Glaxo Smith Kline v okviru dogovora med Novartisom in tem podjetjem.

## Pobratena mesta
Siena je pobratena z:
- Avignon, Francija[11][12]
- Concord, Severna Karolina, ZDA, od 2016
- Weimar, Nemčija, od 1994
- Wetzlar, Nemčija, od 1987

## Galerija
- Siena, Campanile Palazzo Pubblico in Duomo
- Siena, Campanile, Torre del Mangia (Palazzo Pubblico)
- Siena, Duomo
- Notranjost kupole Sienske stolnice
- Notranjost kupole Sienske stolnice
- Panorama Siene